# 阿尔凡夫拉
阿尔凡夫拉，是西班牙阿拉贡自治区特鲁埃尔省的一个市镇。总面积122平方公里，总人口531人（2018年），人口密度5人/平方公里。